# Laophonte trilobata
Laophonte trilobata är en kräftdjursart som beskrevs av Willey 1929. Laophonte trilobata ingår i släktet Laophonte och familjen Laophontidae. Arten har ej påträffats i Sverige. Inga underarter finns listade i Catalogue of Life.